# オープン・リレーションシップ
オープン・リレーションシップ（英語: open relationship）は、結婚に準じるような人間関係において、一緒に生活することを求めながら、モノガミー（一夫一婦制、もしくは同性関係における2人のみ）の形態をとらないノン・モノガミー (non-monogamy) の関係をとることに合意している状態。日本語では「開かれた関係」などと訳されることもある。このような関係において、当事者は互いに、相手が他の人物と恋愛関係なり親密な（性的）関係をもつことを受け入れ、容認、許容することがあらかじめ合意されている。一般的に、オープン・リレーションシップ関係を結ぶ当事者は、デートをするといった一時的なものであれ結婚といった恒久的なものであれ、複数の恋愛関係、性的関係を同時並行してもっていることが多い。オープン・リレーションシップの概念は、1970年代以来、認識されるようになってきたものである。

## オープン・リレーションシップの諸類型
オープン・リレーションシップにはいくつかの類型（タイプ）がある。
- マルチ・パートナー関係 (multi-partner relationships) ：3人以上のパートナー関係であるが、関係者の間で性的関係が生じないもの[1]。
- ハイブリッド関係 (hybrid relationships)：一方にとってはノン・モノガミーであるが、他方にとってはモノガミーとなる関係[1]
- スウィンギング (swinging)[4]：単身者や、（夫婦など）深い関係を持つカップルが、娯楽として、ないしは、社交として、他者と性行為に及ぶもの。

多くの場合、オープン・リレーションシップとは、モノガミー（一夫一妻制）的な関係を超えて結ばれる関係を、概念として一般化したものと了解される。オープン・マリッジは、オープン・リレーションシップの一形態であり、この形態で結婚する者はオープン・リレーションシップの関係を維持する。
オープン・リレーションシップは、オープン・グループ（開かれた集団：open group）とクローズト・グループ（閉じた集団：closed group）に大別することもできる。オープン・グループにおいては、複数のパートナー関係が常時変動し、一般的傾向として中心的なコア・メンバー (core members)、それに準じる提携メンバー (associated members)、より関係の浅い賛同メンバー (affiliated members) の3種類の関係者ができる。コア・メンバーは数人以上と性的関係をもっており、提携メンバーは複数のメンバーと関係があるが、賛同メンバーはコア・メンバーである自分の相手としか関係を持たないものの、性に関する思想性において、グループの他のメンバーから仲間として受け入れられている。クローズト・グループにおいては、参加するメンバーは全員がコア・メンバーである。
オープン・リレーションシップは、用語として、ポリガミーと密接に関係しており、同義語として置き換えて用いられることもあるが、両者の語義は完全に一致するものではない。

## 米国における研究例にみるオープン・リレーションシップを結ぶ傾向が強いとみられる階層
アメリカ合衆国においては、オープン・リレーションシップは、特定の社会階層において起こりやすいと考える見方も一部には存在しており、例えば、高齢者よりも若年者が、より特定すれば、教育水準の高くない労働者階級の人々、特定のエスニック集団なり人種的少数派に属する人々よりも、大学教育を受けた中産階級の人々の間で、オープン・リレーションシップが生じやすいという説がある。オープン・リレーションシップはまた、男性よりも女性でより広く受け入れられている可能性があり、特に前述と同様に大学教育を受けた中産階級の若い白人のアメリカ人女性の間でより広く受け入れられているとも言われる。この理由としては、対等な関係性を前提とするこの理念を強調することで、女性の側により多くの利益があると考えられ、女性の権利を求める運動がオープン・リレーションシップの理念を指示したことがあるのではないか、とも論じられている。こうした説は、すべてが学術的に証明されたわけではないが、両親の指導から離れて生活している者の方が、オープン・リレーションシップに進む傾向があるのではないかという見解は支持されている。
1974年の事例研究によると、他者との同居や、集団生活をしている男子学生は、女子学生よりもオープン・リレーションシップに関わる可能性が比較的高く、オープン・リレーションシップに関わっていない場合にも、この概念への関心は、女子の場合より高くなっていた。
オープン・リレーションシップを結んでいるカップルの多くは、共働きであり、双方が安定した職業なり仕事をもっている。こうした関係のうちにある男女は、特にクローズト・グループを形成している場合には、経営者的な仕事をしていることが多い。こうした人々は、意図的に子どもを作ってこなかった、いわゆるチャイルドフリー (childfree) であったり、既に子育てを終えた立場にあることが多いとされている。

## 同性愛におけるオープン・リレーションシップ
2010年以降の複数のアメリカ合衆国のサンフランシスコなどに在住するゲイカップルに対する調査によると、おおよそ30%〜50%のゲイカップルはオープン・リレーションシップの形を取っている。一部の研究によると、オープン・リレーションシップにいるゲイカップルはより親密的であり、モノガミー的なカップルより長く続けるとの結論が出ていた。